# ۶۶۶ (گروه موسیقی)
۶۶۶ نام یک گروه آلمانی دی‌جی با سبک ترنس است. این گروه توسط توماس دترت و مارک گریشایمر به وجود آمد. آن‌ها موسیقی هاوس ترکیبی به همراه اشعاری به زبان اسپانیایی و انگلیسی را تولید می‌کنند.

## آلبومها
- Paradoxx - 1998
- Nitemare - 1999
- Who's Afraid of... - 2000
- Hellraiser (The Best of) - 2001
- Insanity - 2003
- The Ways are Mystic (Best of Hits Collection) - 2007